# Паливний акумулятор
Паливний акумулятор (рампа) або (рейка) —  відрізок порожньої трубки закритої з обох боків, на якому є відводи для під'єднання трубок меншого діаметра, через які паливо подається до паливних форсунок, а також на клапан регулювання тиску.
Паливний акумулятор використовується для акумулювання (накопичення) палива, утримання його під тиском і розподілення між форсунками. Крім того, він пом'якшує коливання тиску, спричинені роботою форсунок під час впорскування палива, а в двигунах з безпосереднім впорскуванням ще пульсуючою подачею зі сторони  паливного насоса високого тиску. Цим забезпечується сталий тиск впорску при відкритті форсунки.